# 浮宫镇
浮宫镇，是中华人民共和国福建省漳州市龙海区下辖的一个乡镇级行政单位。

## 行政区划
浮宫镇下辖以下地区：
浮宫社区、溪山村、山塘村、浮宫村、港前村、邱厝村、霞郭村、海山村、海平村、霞威村、埔里村、田头村、霞圳村、后宝村、丹宅村、美山村、际都村、霞兴村、八坑村和渔业村。

## 特产
浮宫杨梅：中国地理标志产品。

## 名胜
- 云盖寺：南宋末代皇帝避难的千年古刹。
- 洪炉寨：明清古军营。
- 省级生态保护区千亩红树林。
- 海门岛：与厦门、金门并称为"三门"。